# Идеальный мир
«Идеа́льный мир», также известен как «Совершенный мир» (англ.  A Perfect World) — американский фильм 1993 года режиссёра Клинта Иствуда.

## Сюжет
Действие фильма разворачивается в Техасе осенью 1963 года. Роберт Хейнс (Бутч, Кевин Костнер) и Терри Пью (Кит Сарабайка) — преступники, только что сбежали из тюрьмы Хантсвилла, выехав через главные ворота. Скрываясь от преследования, они проникают в кухню дома, в котором живёт восьмилетний Филипп Перри (Т. Дж. Лоутер) со своей матерью-одиночкой и двумя сёстрами. Поскольку Хейнсу и Терри для побега нужны заложники, они забирают мальчика, который безропотно им подчиняется. Из-за приставаний Терри к мальчику Хейнс вынужден избавиться от напарника. После этого он и Филипп направляются к Техасскому шоссе в попытке уйти от полиции.
Хейнса преследует техасский рейнджер Ред Гарнетт (Клинт Иствуд), находящийся за рулём губернаторского трейлера. На буксире у него находятся криминолог Салли Гербер (Лора Дерн) и агрессивный агент ФБР, меткий стрелок — Бобби Ли (Брэдли Уитфорд), приставленный, чтобы не дать беглецам пересечь границу Техаса.
Филиппу восемь лет, но он никогда не праздновал Хэллоуин и не получал подарки на Рождество, так как его семья принадлежат к свидетелям Иеговы. Бутч использует проведённое на свободе время, чтобы сделать то, что считает важным, — учит мальчика водить машину, прививает ему уверенность в себе. Постепенно Филипп становится всё более самостоятельным, он начинает осознавать себя как личность, приобретает способность принимать решения, выбирать, что хорошо, а что плохо. В свою очередь, Бутч становится для Филиппа своего рода заменой отца, которого у него никогда не было.
Их преследователи устраивают засаду на ферме, где спрятались беглецы. В доме происходит семейное насилие, которое наблюдает Бутч. Он хочет убить главу семейства, но мальчик ранит его самого. Вскоре Бутча убивает снайпер, хотя в этом уже нет необходимости, — тот не хочет снова попасть в тюрьму, а мальчик не хочет бросать умирающего Бутча, так как привязался к нему.

## В ролях
- Кевин Костнер — Роберт «Бутч» Хейнс
- Клинт Иствуд — капитан Ред Гарнетт
- Лора Дерн — Салли Гербер
- Ти Джей Лоутер[англ.] — Филипп Перри
- Кит Сарабайка[англ.] — Терри Пью
- Лео Бурместер — Том Адлер
- Пол Хьюитт — Дик Саттл
- Брэдли Уитфорд — Бобби Ли
- Рэй МакКиннон — Брэдли
- Дженнифер Гриффин — Глэдис Перри
- Лесли Флауэрс — Наоми Перри
- Белинда Флауэрс — Рут Перри
- Дэррил Кокс — мистер Хьюз
- Джэй Уитакер — супермен